# Ella Shenman
Ella Shenman es una actriz australiana más conocida por interpretar a Melanie Atwood en la tercera temporada de la serie El club de la herradura.

## Carrera
En el 2008 se unió al elenco de la tercera temporada de la serie The Saddle Club donde interpretó a Melanie Atwood, la hermana menor de Lisa, hasta el final de la serie en el 2009.
Entre 2010 y 2011 apareció como personaje recurrente en la serie policiaca Rush, donde interpreta a Minka Button, la hija de la novia de Josh, Tash.

## Filmografía
Series de televisión
| Año         | Título          | Personaje      | Notas        |
| ----------- | --------------- | -------------- | ------------ |
| 2008 - 2009 | The Saddle Club | Melanie Atwood | 28 episodios |
| 2010 - 2011 | Rush            | Minka Button   | 6 episodios  |

### Música
| Año         | Serie           | Notas                                |
| ----------- | --------------- | ------------------------------------ |
| 2008 - 2009 | The Saddle CLub | 8 episodios - compositora y cantante |